# Resolutie 2340 Veiligheidsraad Verenigde Naties
Resolutie 2340 van de Veiligheidsraad van de Verenigde Naties werd unaniem door de VN-Veiligheidsraad aangenomen op 8 februari 2017. De resolutie verlengde het expertenpanel dat mee toezag op de sancties tegen Darfur met een jaar.

## Standpunten
De vertegenwoordiger van Soedan haalde aan dat het conflict bijna overal was gaan liggen, en vond het daarom gepast om de sancties tegen zijn land op te heffen. Hij vroeg de Veiligheidsraad daarom geen zaken te "veroordelen" of kwesties te vermelden die niets met de realiteit ter plaatse te maken hadden. Een gezamenlijke missie met de VN had zelf ondervonden dat het geen probleem meer was om overal in Darfur te geraken. Hij was ook bezorgd over het voortijdig uitgelekte rapport van het sanctiecomité.

## Achtergrond
Al in de jaren '50 was het zwarte zuiden van Soedan in opstand gekomen tegen het overheersende Arabische noorden. De vondst van aardolie in het zuiden maakte het conflict er enkel maar moeilijker op. In 2002 kwam er een staakt-het-vuren en werden afspraken gemaakt over de verdeling van de olie-inkomsten. Verschillende rebellengroepen waren hiermee niet tevreden en in 2003 ontstond het conflict in Darfur tussen deze rebellen en de door de regering gesteunde janjaweed-milities. Die laatsten gingen over tot etnische zuiveringen. In de daaropvolgende jaren werden in Darfur grove mensenrechtenschendingen gepleegd, waardoor miljoenen mensen op de vlucht sloegen.

## Inhoud
Het conflict tussen regering en rebellen was intussen beperkt tot de regio rond Jebel Marra. Algemeen was het geweld afgenomen. Er was bezorgdheid over buitenlandse steun aan de gewapende groeperingen in Darfur. Deze groeperingen werden aangespoord deel te nemen aan de door de Afrikaanse Unie geleide vredesonderhandelingen.
Een ander probleem waren de wapentrafieken naar Darfur. De Soedanese overheid bleef de in 2005 ingestelde sancties schenden door wapens en munitie naar Darfur te brengen zonder voorafgaande toestemming van het sanctiecomité. De Soedanese overheid werd gevraagd om ook de noodtoestand in Darfur op te heffen.
Verdere bezorgdheid was er over het feit dat niet alle landen de opgelegde reisverboden en financiële sancties opvolgden. Het sanctiecomité moest de betrokken landen hier onverwijld op aanspreken.
Het mandaat van het expertenpanel dat het veldwerk deed voor het sanctiecomité werd verlengd tot 12 maart 2018. Het panel was het voorbije jaar niet in Darfur kunnen komen. Er werd bij de Soedanese overheid aangedrongen om alle beperkingen en bureaucratische hindernissen weg te nemen.
Lijst ·  2337 ·  2338 ·  2339 ·  2340 ·  2341 ·  2342 ·  2343 ·  2344 ·  2345 ·  2346 ·  2347 ·  2348 ·  2349 ·  2350 ·  2351 ·  2352 ·  2353 ·  2354 ·  2355 ·  2356 ·  2357 ·  2358 ·  2359 ·  2360 ·  2361 ·  2362 ·  2363 ·  2364 ·  2365 ·  2366 ·  2367 ·  2368 ·  2369 ·  2370 ·  2371 ·  2372 ·  2373 ·  2374 ·  2375 ·  2376 ·  2377 ·  2378 ·  2379 ·  2380 ·  2381 ·  2382 ·  2383 ·  2384 ·  2385 ·  2386 ·  2387 ·  2388 ·  2389 ·  2390 ·  2391 ·  2392 ·  2393 ·  2394 ·  2395 ·  2396 ·  2397